# Томас Джердон
Томас Кавергілл Джердон (англ. Thomas Caverhill Jerdon; 1811-1872) — британський зоолог, ботанік, лікар. Одним з перших ґрунтовно описав орнітофауну Індії.
У 1839—1840 роках опублікував книгу «Каталог птахів Індійського півострова» (A Catalogue of the Birds of the Indian Peninsula for the Madras Journal of Literature and Science), в якій описав 420 видів птахів. У 1862—1864 роках видав монографію «Птахи Індії» (The Birds of India), яка вже містила 1008 видів. Іншими великими роботами науковця були «Мисливські птахи Індії» (The Game Birds and Wildfowl of India, 1864) «Ссавці Індії» (Mammals of India, 1874).
Крім птахів, його дослідження включали описи рослин, мурах, земноводних, плазунів та ссавців.

## Вшанування
На честь науковця названо:
- рід рослин Jerdonia
- види птахів Aviceda jerdoni, Chloropsis jerdoni, Saxicola jerdoni
- види ящірок Calotes jerdoni, Cnemaspis jerdonii, Ophisops jerdonii
- види змій Hydrophis jerdonii, Protobothrops jerdonii, Indotyphlops jerdoni